# Ancistrorhynchus (växter)
Ancistrorhynchus är ett släkte orkidéer.

## Arter
1. Ancistrorhynchus akeassiae Pérez-Vera - Elfenbenskusten, Nigeria, Liberia
2. Ancistrorhynchus brevifolius Finet - Kongo-Brazzaville
3. Ancistrorhynchus capitatus (Lindl.) Summerh. - Elfenbenskusten, Liberia, Nigeria, Sierra Leone, Togo, Centralafrikanska republiken, Ekvatorialguinea, Gabon, Kamerun, Guineabuktens öar, Uganda, Zaire (Demokratiska republiken Kongo, Kongo-Kinshasa)
4. Ancistrorhynchus cephalotes (Rchb.f.) Summerh. - Ghana, Guinea, Elfenbenskusten, Liberia, Nigeria, Sierra Leone, Togo
5. Ancistrorhynchus clandestinus (Lindl.) Schltr. - Elfenbenskusten, Ghana, Rwanda, Liberia, Nigeria, Sierra Leone, Togo, Centralafrikanska republiken, Gabon, Cameroon, Uganda, Zaire (Demokratiska republiken Kongo, Kongo-Kinshasa)
6. Ancistrorhynchus constrictus Szlach. & Olszewski - Kamerun
7. Ancistrorhynchus crystalensis P.J.Cribb & Laan - Ekvatorialguinea, Gabon, Kamerun, Guineabuktens öar
8. Ancistrorhynchus laxiflorus Mansf. - Tanzania
9. Ancistrorhynchus metteniae (Kraenzl.) Summerh. - Elfenbenskusten, Nigeria, Sierra Leone, Centralafrikanska republiken, Gabon, Kamerun, Uganda, Zaire (Democratic Republic of the Congo, Kongo-Kinshasa), Tanzania, Etiopien, Guineabuktens öar,
10. Ancistrorhynchus ovatus Summerh. - Centralafrikanska republiken, Gabon, Cameroon, Uganda, Kongo-Brazzaville, Zaire (Demokratiska republiken Kongo, Kongo-Kinshasa)
11. Ancistrorhynchus parviflorus Summerh. - Tanzania
12. Ancistrorhynchus paysanii Senghas - Kenya
13. Ancistrorhynchus recurvus Finet - Ghana, Guinea, Elfenbenskusten, Liberia, Nigeria, Togo, Kamerun, Uganda, Kongo-Brazzaville, Zaire (Demokratiska republiken Kongo, Kongo-Kinshasa), Guineabuktens öar
14. Ancistrorhynchus schumannii (Kraenzl.) Summerh. - Nigeria, Kamerun, Gabon, Zaire (Demokratiska republiken Kongo, Kongo-Kinshasa)
15. Ancistrorhynchus serratus Summerh - Bioko, Nigeria, Kamerun, Kongo-Brazzaville
16. Ancistrorhynchus straussii (Schltr.) Schltr. - Nigeria, Kamerun, Gabon, Zaire (Demokratiska republiken Kongo, Kongo-Kinshasa)
17. Ancistrorhynchus tenuicaulis Summerh. - Kamerun, Gabon, Zaire (Demokratiska republiken Kongo, Kongo-Kinshasa), Ekvatorialguinea, Uganda, Tanzania, Rwanda, Malawi